# 安田寿之
安田 寿之（やすだ としゆき、1973年3月28日 - ）は、日本の作曲家、編曲家、音楽プロデューサー。元Fantastic Plastic Machine。兵庫県宝塚市出身。武蔵野音楽大学講師。

## アルバム
- ROBO*BRAZILEIRA（2000年）
- ELECTRO_BITS_INDEED（2004年）
- WITH ROBO*BRAZILEIRA（2005年）
- -MONOPHONIC-ENSEMBLE-（2006年）
- AUTUMN SESSION...（2008年）
- Children's Songs 2050（2009年）
- Nameless God's Blue（2015年）
- Breaking the Silence (Version 10.3.3)（2017年）

## 作品

### テレビドラマ
- 突然ですが、明日結婚します（2017年1月 - 3月、フジテレビ）
- これは経費で落ちません!（2019年7月 - 9月、NHK総合）
- 西園寺さんは家事をしない（2024年7月 - 、TBS）